# Cristián Garay
Cristián Marcelo Garay Reyes (8 aprile 1989) è un arbitro di calcio cileno.

## Carriera
Il 3 febbraio 2018 esordisce in Primera División.